# پراید آمریکا
پراید آمریکا (به انگلیسی: Pride of America) یک کشتی است که طول آن ۸۵۰ فوت (۲۶۰ متر) می‌باشد. این کشتی در سال ۲۰۰۵ ساخته شد.